# Secrétariat d’État à la Défense (Cameroun)
Le secrétariat d’État à la Défense (SED) au Cameroun est un service en lien avec la sécurité au Cameroun. Il fait office de service d’enquête et dépend de la gendarmerie nationale.

## Histoire
Le secrétariat d’État à la Défense (SED)  au Cameroun est basé à Yaoundé au Cameroun. Il est situé près du lac municipal, au centre de la ville.
Pour quelques détenus transférés à la prison centrale de Kondengui, le SED a représenté l'antichambre dans le cadre d'enquêtes préliminaires. Le journal Jeune Afrique le nomme la prison des secrets.
Il est imaginé par Ahmadou Ali. Pour des détenus comme Titus Edzoa.
Anciennement siège de la gendarmerie, il est aménagé pour accueillir des détenus et présumés considérés sensibles. Les conditions de séjour y sont relativement meilleures que celle de Kondengui mais l'isolement y est plus grand.

## Attributions et compétences
Le SED est un service d’enquête et dépend de la gendarmerie nationale du Cameroun.

## Personnalités en lien avec le SED

### Administration
Le SED est sous la direction de Galex Etoga,,,. Il a été sous la tutelle de Jean-Baptiste Bokam.

### Personnalités détenues ou y ayant transité ou été entendus
- Michel Thierry Atangana[8]
- Jean-Pierre Amougou Belinga[9]
- Marafa Hamidou Yaya[10]
- Bruno Bidjang[11]
- Mohammed Iya[12]
- Léopold Maxime Eko Eko
- Bergeline Domou